# Julia Channel
Julia Channel, pseudonimo di Julia Pinel (Parigi, 3 novembre 1973), è un'attrice cinematografica ed ex attrice pornografica francese, di origine maliana, conosciuta anche come Julia Chanel, Lydia Chanel o Julia Sow durante gli anni tra il 1992 ed il 1996 quando ha preso parte a film pornografici di produzione francese ed italiana. In seguito ha intrapreso la carriera di cantante.

## Biografia
Julia Chanel (o Channel come spesso viene accreditata per non creare confusione con il noto marchio di profumi) crebbe nel distretto di Seine-Saint-Denis a Neuilly-Plaisance, dove frequentò anche l'università della Sorbona preparando una tesi in lingua italiana. Lasciati gli studi, debuttò come modella posando in costume da bagno per cataloghi di abbigliamento di diverse marche e successivamente senza veli per riviste come Oncle Sam, Playboy e Penthouse. Nel febbraio 1993, gira il suo primo film porno amatoriale, La Baise dans le monde, su regia di Pierre B. Reinhard.

### Carriera nella pornografia
Sei mesi prima, nel luglio 1992, aveva risposto ad un annuncio dell'agenzia Clara Casting, effettuando poi un provino con Pierre Woodman, ed iniziando, a soli diciotto anni, una prolifica carriera come attrice pornografica che la porterà a girare più di 120 film in cinque anni. Dapprima in Germania, sotto la direzione di Nils Molitor, poi in Francia (con i registi Marc Dorcel, Alain Payet, Michel Ricaud), negli Stati Uniti (Andrew Blake), e in Italia (Mario Salieri, Joe D'Amato). Nel 1995 apparve inoltre nel censurato videoclip della canzone Cours Vite del gruppo Silmarils (insieme alla collega e amica Draghixa).

### Ritiro dalle scene
Nel 1996, nonostante una proposta vantaggiosa da parte della casa produttrice americana Vivid, Julia decide di ritirarsi definitivamente dalle scene affermando di essere rimasta sconvolta da un reportage realizzato per la rivista Hot-Vidéo circa la diffusione dell'AIDS in Congo, e di essere preoccupata per la propria salute avendo girato molte scene hard con attori senza preservativo.
Lasciato il porno, partecipa a qualche film mainstream come Les Truffes (1995), dove recita accanto a Jean Reno, Coup de vice (1996) e Retroverso (1999). Infine ha prodotto anche una trentina di telefilm a carattere erotico per l'emittente francese M6.
È apparsa in video musicali di gruppi hip hop, e recentemente ha creato un sito di incontri per single: mecacroquer.com.
Il 13 marzo 2008 Julia ha pubblicato la sua autobiografia, intitolata L'enfer vu du ciel. L'uscita del libro fu anche l'occasione per lanciare la sua nuova carriera come musicista, con un primo titolo nel 2002, che lei stessa definì "non straordinario". Nel 2010 pubblica il primo singolo All I Want, estratto dall'album Colors uscito nel 2013, sempre nel 2013 escono altri due singoli dello stesso album.
Nel febbraio 2013, ha dato alla luce un figlio di nome Ayden, e progetta di sposarsi in ottobre.
Nel settembre 2013, viene distribuito il singolo Never Let Me Down accompagnato dal relativo videoclip. Dopo vari rinvii inerenti all'uscita, l'album Colors viene reso disponibile in digitale a fine novembre 2013.

## Discografia

### Album
- 2013 – Colors

### Singoli
- 2010 – All I Want
- 2012 – Forever in a Day
- 2012 – Free
- 2013 – Never Let Me Down

## Premi
- 1998: Hot d'or d'onore alla carriera
- 2002: Miglior scena lesbo con Calamity Deb

## Filmografia parziale

### Pornografica
- The Way of Sex, regia di Dino Baumberger (1992)
- Parties Culieres a Las Vegas 1, regia di Anais (1992)
- Rêves de cuir, regia di Francis Leroi (1992)
- Offertes à tout 1, regia di Michel Ricaud (1992)
- Anal Boom, regia di Gabriel Pontello (1993)
- America's Raunchiest Home Videos 52 (1993)
- Rêves de cuir 2, regia di Francis Leroi (1993)
- Private Film 3: Anal Clinic, regia di Ben Dover (1993)
- Anal Vision 8, regia di Max Hardcore (1993)
- Dirty Diana, regia di Nils Molitor (1993)
- Nizza Anal, regia di John Francis (1993)
- Au dela du miroir, regia di Michael D'Angelo (1993)
- Butt Bongo Bonanza, regia di Loretta Sterling (1993)
- Deep Inside Dirty Debutantes 7 (1993)
- Full Moon Bay, regia di Bud Lee (1993)
- Gangbang Girl 10, regia di Biff Malibu (1993)
- Harry Horndog 17: Love Puppies 5, regia di John T. Bone (1993)
- Harry Horndog 18: Double Penetration 3 (1993)
- Eine schrecklich geile Familie 1, regia di Jürgen Baumann & John Francis (1993)
- Fremde Begierde, regia di Roy Hunter (1993)
- Adolescenza perversa, regia di Mario Salieri (1993)
- Raffinements pervers (1993)
- More Dirty Debutantes 21, regia di Ed Powers (1993)
- More Dirty Debutantes 22, regia di Ed Powers (1993)
- More Dirty Debutantes 26, regia di Ed Powers (1993)
- Raw Talent: Deep Inside Lydia's Ass (1993)
- The Rehearsal, regia di John Leslie (1993)
- Prime Offender, regia di Loretta Sterling (1993)
- La Venere blu (La Vénus bleue), regia di Michel Ricaud (1993)
- La lunga notte della paura, regia di Mario Salieri (1994)
- Le mille e una notte (1001 Nights), regia di Luca Damiano (1994)
- Partouzes orientales au harem, regia di Michel Berkowitch (1994)
- Scuole superiori, regia di Mario Salieri (1994)
- Diritto d'autore, regia di Mario Salieri (1994)
- Teeny Party, regia di Walter Molitor (1994)
- Corpi venduti (1994)
- Marco Polo - La storia mai raccontata, regia di Luca Damiano (1994)
- Totally Tasteless Video 2, regia di Loretta Sterling (1994)
- Filthy Sleazy Scoundrels, regia di Colin London (1994)
- Private Film 7: Forbidden Desires, regia di Ben Dover (1994)
- Odyssey Triple Play 58: Anal Insanity (1994)
- International Affairs, regia di Stuart Canterbury (1994)
- Tout le monde dit oui, regia di Sandrine Vincenot (1994)
- Le Parfum de Mathilde, regia di Marc Dorcel (1994)
- Octopussy Connection, regia di Silvio Bandinelli (1994)
- Stupri di guerra, regia di Nicky Ranieri (1994)
- The Erotic Adventures of Aladdin X, regia di Luca Damiano (1994)
- Die Prüfung, regia di Harry S. Morgan (1994)
- Dangerous Pleasure, regia di Mario Pollak (1994)
- Euro-Max #1: Frisky in France, regia di Nic Cramer (1995)
- Les Bons coups..., regia di Max Bellocchio (1995)
- Eros e Tanatos, regia di Mario Salieri (1995)
- Queen of Joy, regia di Mario Pollak (1995)
- Horny Henry's French Adventure (1995)
- Il marito, regia di Max Bellocchio (1995)
- Il lupo e l'agnello (Angel Wolf), regia di Carolyn Monroe (1995)
- L'alcova dei piaceri proibiti, regia di Luca Damiano (1995)
- Erotika, regia di Nicky Ranieri (1995)
- Lovin' Spoonfuls 4, regia di Ed Powers (1995)
- Racconti di Natale, regia di Nicky Ranieri (1995)
- Sex Scandals, regia di Carolyn Monroe (1995)
- Boys R' Us, regia di Mario Pollak (1995)
- Schiava dei piaceri di Sodoma, regia di Luca Damiano (1996)
- Bordello, regia di Silvio Bandinelli (1996)
- La nebbia del passato, regia di Nicky Ranieri (1996)
- Whore'n, regia di Al Borda (1996)
- Triple X 2 (1996)
- Private Casting X 1: Anal Virgins, regia di Pierre Woodman (1997)
- Inedix - Les inedits de Michel Ricaud, regia di Michel Ricaud (1998)
- Désirs sur toile, regia di Marc Riva (2000)

### Tradizionale
- Les Truffes, regia di Bernard Nauer (1995)
- Coup de vice, regia di Patrick Levy (1996)
- Retroverso (Recto/Verso), regia di Jean-Marc Longval (1999)

### Video musicali
- Silmarils: Cours Vite, regia di Olivier Dahan (1995)